# 3. ŽNL Požeško-slavonska
3. ŽNL Požeško-slavonska predstavljala je ligu sedmog ranga natjecanja nogometne lige u Hrvatskoj te su u njoj nastupali klubovi s područja Požeško-slavonske županije. Od sezone 2019./20. liga ne postoji. 
Pobjednik lige stjecao je pravo nastupa u 2. ŽNL Požeško-slavonskoj.

## Sudionici
Sezona 2018./19.
- BSK –  Biškupci, Velika
- Dinamo – Badljevina, Pakrac
- Graševina – Vetovo, Kutjevo  (do 2019. "Kamen")
- Eminovci – Eminovci, Jakšić
- Jovača – Marino Selo, Lipik
- Ovčare – Ovčare, Kutjevo
- Slavonija – Prekopakra, Pakrac

Bivši sudionici
- Lipa –  Stara Lipa, Požega
- Dobrovac – Dobrovac, Lipik
- Graničar –  Bučje, Pleternica
- Lipik 1925 – Lipik
- Parasan –  Golobrdci, Požega
- Poljana – Poljana, Lipik

## Dosadašnji pobjednici
| Sezona    | Rang | Klubova | Pobjednik           |
| --------- | ---- | ------- | ------------------- |
| 2012./13. | 6.   | 6       | BSK (Biškupci)      |
| 2013./14. | 6.   | 8       | Dobrovac            |
| 2014./15. | 7.   | 9       | Lipik 1925          |
| 2015./16. | 7.   | 9       | Dinamo (Badljevina) |
| 2016./17. | 7.   | 9       | Graničar (Bučje)    |
| 2017./18. | 7.   | 8       | Parasan (Golobrdci) |
| 2018./19. | 7.   | 8       | Lipa (Stara Lipa)   |

## Unutrašnje poveznice
- 1. ŽNL Požeško-slavonska
- 2. ŽNL Požeško-slavonska
- Kup Nogometnog saveza Požeško-slavonske županije
- Treća županijska nogometna liga

## Vanjske poveznice
- Nogometni savez Požeško-slavonske županije